# Championnat de Chypre de football de deuxième division
Le championnat de Chypre de football de 2e division (Grec: Δεύτερη Κατηγορία) a été créé en 1954, et est organisée par la Fédération de Chypre de football.

## Organisation
En 2023, seize clubs participent au championnat. Après une première phase de 15 matchs, les équipes sont séparées en deux groupes, les 8 premiers jouant dans le groupe de promotion et les 8 derniers dans le groupe de relégation. Lors de cette deuxième phase, les équipes s'affrontent deux fois en aller-retour. Les 3 premiers sont promus en 1re division, les 3 derniers relégués en 3e division.

## Palmarès
| Saison  | Champion                                                    |
| ------- | ----------------------------------------------------------- |
| 1953-54 | Aris Limassol                                               |
| 1954-55 | Nea Salamina                                                |
| 1955-56 | Aris Limassol                                               |
| 1956-57 | Apollon Limassol                                            |
| 1957-58 | Orfeas Nicosie                                              |
| 1958-59 | pas de championnat                                          |
| 1959-60 | Alkí Larnaca                                                |
| 1960-61 | E.N.A.O.                                                    |
| 1961-62 | Panellinios Kyprou                                          |
| 1962-63 | Panellinios Kyprou                                          |
| 1963-64 | championnat abandonné                                       |
| 1964-65 | championnat abandonné                                       |
| 1965-66 | APOP Paphos                                                 |
| 1966-67 | ASIL Lysi                                                   |
| 1967-68 | Evagoras Paphos                                             |
| 1968-69 | EN Paralimni                                                |
| 1969-70 | Digenis Morphou                                             |
| 1970-71 | APOP Paphos                                                 |
| 1971-72 | Evagoras Paphos                                             |
| 1972-73 | APOP Paphos                                                 |
| 1973-74 | ASIL Lysi                                                   |
| 1974-75 | APOP Paphos                                                 |
| 1975-76 | Chalkanoras Idaliou                                         |
| 1976-77 | APOP Paphos                                                 |
| 1977-78 | Omónia Aradíppou                                            |
| 1978-79 | Keravnós Strovolos                                          |
| 1979-80 | Nea Salamina                                                |
| 1980-81 | Evagoras Paphos                                             |
| 1981-82 | Alkí Larnaca                                                |
| 1982-83 | Ermis Aradippou                                             |
| 1983-84 | Olympiakos Nicosie                                          |
| 1984-85 | Ermis Aradippou                                             |
| 1985-86 | Ethnikos Achna                                              |
| 1986-87 | APEP Pitsilia                                               |
| 1987-88 | Keravnós Strovolos                                          |
| 1988-89 | Evagoras Paphos                                             |
| 1989-90 | APEP Pitsilia                                               |
| 1990-91 | Evagoras Paphos                                             |
| 1991-92 | Ethnikos Achna                                              |
| 1992-93 | Omónia Aradíppou                                            |
| 1993-94 | Aris Limassol                                               |
| 1994-95 | Evagoras Paphos                                             |
| 1995-96 | APOP Paphos                                                 |
| 1996-97 | AEL Limassol                                                |
| 1997-98 | Olympiakos Nicosie                                          |
| 1998-99 | Anagennisi Dherynia                                         |
| 1999-00 | Digenis Morphou                                             |
| 2000-01 | Alkí Larnaca                                                |
| 2001-02 | Nea Salamina                                                |
| 2002-03 | Anagennisi Dherynia                                         |
| 2003-04 | Nea Salamina                                                |
| 2004-05 | APOP Kinyras Peyias FC                                      |
| 2005-06 | AE Paphos                                                   |
| 2006-07 | APOP Kinyras Peyias FC                                      |
| 2007–08 | AE Paphos                                                   |
| 2008–09 | Ermis Aradippou                                             |
| 2009–10 | Alkí Larnaca                                                |
| 2010–11 | Aris Limassol                                               |
| 2011–12 | Ayia Napa FC                                                |
| 2012–13 | Aris Limassol                                               |
| 2013–14 | Ayia Napa FC                                                |
| 2014–15 | Énosis Néon Paralímni                                       |
| 2015–16 | Karmiótissa Páno Polemidión                                 |
| 2016–17 | Alkí Oróklini                                               |
| 2017–18 | Énosis Néon Paralímni                                       |
| 2018-19 | Ethnikos Achna                                              |
| 2019-20 | Compétition abandonnée en raison de la pandémie de Covid-19 |
| 2020-21 | PAEEK Kerynias                                              |
| 2021-22 | Karmiótissa Páno Polemidión                                 |
| 2022-23 | Othellos Athienou                                           |
| 2023-24 | Omónia Aradíppou                                            |
| 2024-25 | Krasava ENY Ypsonas FC                                      |